# (10306) Pagnol
(10306) Pagnol (1990 QY) – planetoida z pasa głównego asteroid okrążająca Słońce w ciągu 5,28 lat w średniej odległości 3,03 j.a. Odkryta 21 sierpnia 1990 roku.